# ساندرا ألاند
ساندرا ألاند (بالإنجليزية: Sandra Alland)‏ هي كاتبة وصحفية مستقلة اسكتلندية كندية، وهي كذلك صانعة ومنسقة أفلام. تتركز أعمالها على العدالة الاجتماعية واللغة والفكاهة والأشكال التجريبية. حصلت على جائزة (bpNichol Chapbook) سنة 2013 عن عملها Naturally Speaking.

## حياتها
نشأت ألاند في سكاربورو أحد أحياء تورنتو الكندية. نشأت بعائلة من أصول أوروبية حيث والدها من أصول اسكتلندية ووالدتها من أصول فرنسية هولندية. تخرجت بتخصص الدراما من جامعة تورنتو سنة 2000. نشرت ألاند أعمالها المكتوبة منذ عام 1995. كانت تستخدم شعر الأداء مع أحد الفرق المحلية بالفترة من 1995 إلى 1997. وقدمت ألاند العديد من أعمال المسرح والأدب والفنون المرئية في تورينتو، لكنها انتقلت منذ العام 2007 إلى غلاسكو في كندا. وقد سلطت بعض أعمالها على أفراد مجتمع الميم وعلى الأشخاص الذين يعانون من إعاقات سمعية وبصرية، وحصلت على منح تساعدها في أعمالها في غلاسكو سنة 2013.

## كتبها
- 2000: The Mathematics of Love. تورنتو
- 2004: Proof of a Tongue. تورنتو
- 2007: Blissful Times. تورنتو
- 2009: Here's to Wang. إدنبره
- 2012: Naturally Speaking. تورنتو
- 2017: Stairs and Whispers: D/deaf and Disabled Poets Write Back.